# توماس فرانسيس ميغير
توماس فرانسيس ميغير (بالإنجليزية: Thomas Francis Meagher)‏ (و. 1823 – 1867 م) هو ضابط، وسياسي من الولايات المتحدة، والمملكة المتحدة لبريطانيا العظمى وأيرلندا، ولد في وترفورد، ويحمل رتبة عسكرية لواء، توفي في نهر ميزوري، عن عمر يناهز 44 عاماً، بسبب غرق.

## مناصب
تولى منصب Governor of Montana Territory ‏ (سبتمبر 1865–3 أكتوبر 1866)
.

## التعليم
تعلم في كلية ستونيهرست ‏
.

## الخدمة العسكرية
خدم في جيش الاتحاد.

## روابط خارجية
- توماس فرانسيس ميغير على موقع الموسوعة البريطانية (الإنجليزية)